# عليآباد بزرغ (مقاطعة دهلران)
عليآباد بزرغ (بالفارسية: علی‌آباد بزرگ) هي مستوطنة تقع في قسم سيد ناصرالدين الريفي (مقاطعة دهلران) في إيران. يقدر عدد سكانها بـ 145 نسمة .